# Олга Куриленко
Олга Куриленко (на украински: Ольга Куриленко) е украинско-френска актриса и модел. 

## Биография
На 16-годишна възраст се мести от Украйна в Париж, а през 2001 г. придобива френско гражданство.

## Частична филмография
- 2006 – „Париж, обичам те!“ (Paris, je t'aime)
- 2007 – „Хитман“ (Hitman)
- 2008 – „Макс Пейн“ (Max Payne)
- 2008 – „Спектър на утехата“ (Quantum of Solace)
- 2010 – „Центурион“ (Centurion)
- 2012 – „Изгнаникът“ (Erased)
- 2012 – „До чудото“ (To the Wonder)
- 2012 – „Седемте психопата“ (Seven Psychopaths)
- 2013 – „Забвение“ (Oblivion)
- 2014 – „Академия за вампири“ (Vampire Academy)
- 2014 – „Мисия: Ноември“ (The November Man)
- 2014 – „Търсачът“ (The Water Diviner)
- 2015 – „Перфектен ден“ (A Perfect Day)
- 2017 – „Смъртта на Сталин“ (The Death of Stalin)
- 2018 – „Джони Инглиш избухва отново“ (Johnny English Strikes Again)